# Trypetimorpha biermani
Trypetimorpha biermani är en insektsart som först beskrevs av Dammerman 1910.  Trypetimorpha biermani ingår i släktet Trypetimorpha och familjen Tropiduchidae. Inga underarter finns listade i Catalogue of Life.